# بلو سیستم
بلو سیستم گروه پاپ آلمانی بود که توسط دیتر بولن پس از جدایی اول از گروه موفق مدرن تاکینگ در سال ۱۹۸۷ تأسیس شد. این گروه در بین سال‌های ۱۹۸۷ تا ۱۹۹۸ (زمان بازگشت دوباره مدرن تاکینگ به دنیای موسیقی) فعال بود و بارها موزیک‌های مختلف این گروه در چارت‌های موسیقی آلمان و سایر نقاط جهان اول شد. همکاران دیتر بولن در گروه بلو سیستم تقریباً همان کادر مدرن تاکینگ از جمله لوییس رودریگز و فرانک اوتو بودند ولی در طول مدت فعالیت اشخاص زیادی با این گروه همکاری کردند ولی دلیل اصلی به وجود آمدن این گروه وجود دیتر بولن و نقش محوری وی در ساخت موزیک و نوشتن ترانه‌های لازم برای گروه بود.

## اعضای گروه
- دیتر بولن – خوانندهٔ اصلی، گیتار، کیبردز (۱۹۸۶–۱۹۹۸)
- فرانک اوتو – درام (۱۹۸۶–۱۹۸۹)
- یواخیم فوگل – گیتار ریتم (۱۹۸۶–۱۹۹۰)
- هوسنو بیلوف (اِسنوپی) – درام (۱۹۸۹)
- میشل رولان – درام (۱۹۸۹–۱۹۹۸)
- سواخیم استریبن - کیبردز (۱۹۸۹–۱۹۹۸)
- لوتس کروگر – خواننده (۱۹۹۰–۱۹۹۱)
- ولفگانگ فریچ – گیتار ریتم (۱۹۹۰–۱۹۹۶)
- فریتس گرانر – کیبردز (۱۹۹۱–۱۹۹۸)
- درک زاور – خواننده (۱۹۹۲–۱۹۹۴)
- تورستن فلر – خواننده (۱۹۹۴–۱۹۹۶)
- لارس ایلمر – خواننده (۱۹۹۷–۱۹۹۸)

## آلبوم‌های استودیویی
- ۱۹۸۷ راه رفتن روی رنگین کمان (هانسا)
- ۱۹۸۸ گرمای بدن (هانسا) [رتبهٔ ۲۳ اتریش، رتبهٔ ۲۰ آلمان]
- ۱۹۸۹ گرگ و میش [رتبهٔ ۳۰ اتریش، رتبهٔ ۲۶ سوئیس، رتبهٔ ۱۱ آلمان]
- ۱۹۹۰ وسواس [رتبهٔ ۱۸ اتریش، رتبهٔ ۱۴ آلمان]
- ۱۹۹۱ دانه های بهشت [رتبهٔ ۱۲ اتریش، رتبهٔ ۱۱ آلمان]
- ۱۹۹۱ Déjà vu [رتبهٔ ۱۸ آلمان، رتبهٔ ۲۷ اتریش]
- ۱۹۹۲ سلام آمریکا [رتبهٔ ۲۹ آلمان، رتبهٔ ۲۱ اتریش]
- ۱۹۹۳ رویاهای پشت خیابان [رتبهٔ ۵ آلمان، رتبهٔ ۲۲ اتریش]
- ۱۹۹۴ قرن 21 [رتبهٔ ۱۱ آلمان]
- ۱۹۹۴ X – Ten [رتبهٔ ۲۴ آلمان]
- ۱۹۹۵ برای همیشه آبی [رتبهٔ ۱۸ آلمان]
- ۱۹۹۶ بدن به بدن [رتبهٔ ۲۹ آلمان]
- ۱۹۹۷ من اینجا هستم [رتبهٔ ۳۸ آلمان]